# Trzebiatów (gemeente)
De gemeente Trzebiatów (gmina Trzebiatów) is een stad- en landgemeente met 16.648 inwoners (2010) in de Poolse powiat Gryficki in West-Pommeren. Hoofdplaats is de stad Trzebiatów. De gemeente beslaat een oppervlakte van 225,44 km², 22,1% van de totale oppervlakte van de powiat.
Aangrenzende gemeenten:
- Brojce, Gryfice, Karnice en Rewal (powiat gryficki)
- Kołobrzeg, Rymań en Siemyśl (powiat Kołobrzeski)

## Plaatsen
Stad: Trzebiatów (Duits Treptow an der Rega, stad sinds 1277)
sołectwo: Bieczyno, Chomętowo, Gąbin, Gołańcz Pomorska, Gołańcz Pomorska II, Gorzysław, Gosław, Kłodkowo, Lewice, Mirosławice, Mrzeżyno, Nowielice, Roby, Rogozina, Sadlno, Siemidarżno, Trzebiatów II, Trzebusz, Włodarka.
Osiedla: Rogowo, Za Regą (lewobrzeże Mrzeżyna)
Zonder de status sołectwo : Bieczynko, Błogęcin, Chełm Gryficki, Jaromin, Jawory, Mokre, Osieki, Ostrowice, Paliczyno, Przesieka, Sadlenko, Stodorków, Wlewo, Zapolice.

## Demografie
Stand op 30 juni 2004:
| Omschrijving                   | Totaal | Totaal | Vrouwen | Vrouwen | Mannen | Mannen |
| ------------------------------ | ------ | ------ | ------- | ------- | ------ | ------ |
| eenheid                        | aantal | %      | aantal  | %       | aantal | %      |
| inwoners                       | 16 826 | 100    | 8357    | 49,7    | 8469   | 50,3   |
| bevolkingsdichtheid (inw./km²) | 74,6   | 74,6   | 37,1    | 37,1    | 37,6   | 37,6   |

De gemeente heeft 27,4% van het aantal inwoners van de powiat. In 2002 bedroeg het gemiddelde inkomen per inwoner 1421,15 zł.